# Кубок Австрії з футболу 1963—1964
Кубок Австрії з футболу 1963–1964 — 30-й розіграш кубкового футбольного турніру в Австрії. Титул вчетверте здобула Адміра (Відень).

## Календар
| Раунд       | Дата                                                            | Матчі | Клуби   |
| ----------- | --------------------------------------------------------------- | ----- | ------- |
| 1/16 фіналу | 1 грудня 1963 - 16 лютого 1964, 8-23 лютого 1964 (перегравання) | 16+2  | 32 → 16 |
| 1/8 фіналу  | 15 лютого - 15 квітня 1964, 14 квітня 1964 (перегравання)       | 8+1   | 16 → 8  |
| 1/4 фіналу  | 18 травня - 3 червня 1964                                       | 4     | 8 → 4   |
| 1/2 фіналу  | 16-17 червня 1964, 24 червня 1964 (перегравання)                | 2+1   | 4 → 2   |
| Фінал       | 1 липня 1964                                                    | 1     | 2 → 1   |

## 1/16 фіналу
| Команда 1                 | Рахунок | Команда 2                |
| ------------------------- | ------- | ------------------------ |
| 1 грудня 1963             |         |                          |
| Ваккер (Інсбрук) (2)      | 3:4 дч  | Нойфельд (3)             |
| Шварц-Вайсс (Брегенц) (2) | 1:2     | Аустрія (Зальцбург) (2)  |
| Штайрермюль (3)           | 2:4     | Аустрія (Відень)         |
| 15 грудня 1963            |         |                          |
| Куфштайн (2)              | 2:0     | Вінер АК                 |
| Ваккер (Відень) (2)       | 0:5     | Рапід (Відень)           |
| Аустрія (Лустенау) (2)    | 2:4     | Адміра (Відень)          |
| Капфенберг                | 6:2     | Клагенфуртер (3)         |
| Вінер Шпорт-Клуб          | 12:1    | Кефлах (3)               |
| Вінер-Нойштадтер          | 3:2     | ЛАСК Лінц                |
| Кремсер (2)               | 0:2     | Штурм (2)                |
| ФК Дорнбірн               | 2:2 дч  | Аустрія (Клагенфурт) (2) |
| Санкт-Валентін (2)        | 3:3 дч  | Зігендорф (2)            |
| Бішофсгофен (2)           | 3:2 дч  | Швехат                   |
| 12 січня 1964             |         |                          |
| ШВШ Лінц                  | 5:0     | Гогенау (3)              |
| 9 лютого 1964             |         |                          |
| Зіммерингер               | 1:0     | Грацер                   |
| 16 лютого 1964            |         |                          |
| Рапід (Оберлаа) (3)       | 1:3     | Ферст Вієнна             |

Перегравання
| Команда 1                | Рахунок | Команда 2          |
| ------------------------ | ------- | ------------------ |
| 8 лютого 1964            |         |                    |
| Зігендорф (2)            | 0:4     | Санкт-Валентін (2) |
| 23 лютого 1964           |         |                    |
| Аустрія (Клагенфурт) (2) | 1:2     | ФК Дорнбірн        |

## 1/8 фіналу
| Команда 1               | Рахунок | Команда 2        |
| ----------------------- | ------- | ---------------- |
| 15 лютого 1964          |         |                  |
| Адміра (Відень)         | 2:0     | ШВШ Лінц         |
| 16 лютого 1964          |         |                  |
| Зіммерингер             | 3:0     | Бішофсгофен (2)  |
| 23 лютого 1964          |         |                  |
| Штурм (2)               | 4:3     | Нойфельд (3)     |
| Аустрія (Відень)        | 3:0     | Вінер-Нойштадтер |
| 28 березня 1964         |         |                  |
| Аустрія (Зальцбург) (2) | 1:1 дч  | Вінер Шпорт-Клуб |
| 29 березня 1964         |         |                  |
| ФК Дорнбірн             | 2:3 дч  | Капфенберг       |
| 15 квітня 1964          |         |                  |
| Куфштайн (2)            | 1:2     | Рапід (Відень)   |
| Санкт-Валентін (2)      | 2:3     | Ферст Вієнна     |

Перегравання
| Команда 1        | Рахунок | Команда 2               |
| ---------------- | ------- | ----------------------- |
| 14 квітня 1964   |         |                         |
| Вінер Шпорт-Клуб | 2:1     | Аустрія (Зальцбург) (2) |

## 1/4 фіналу
| Команда 1        | Рахунок | Команда 2        |
| ---------------- | ------- | ---------------- |
| 18 травня 1964   |         |                  |
| Зіммерингер      | 0:2     | Адміра (Відень)  |
| 20 травня 1964   |         |                  |
| Аустрія (Відень) | 2:1     | Ферст Вієнна     |
| Рапід (Відень)   | 3:2 дч  | Вінер Шпорт-Клуб |
| 3 червня 1964    |         |                  |
| Штурм (2)        | 2:3     | Капфенберг       |

## 1/2 фіналу
| Команда 1       | Рахунок | Команда 2        |
| --------------- | ------- | ---------------- |
| 16 червня 1964  |         |                  |
| Адміра (Відень) | 3:1     | Капфенберг       |
| 17 червня 1964  |         |                  |
| Рапід (Відень)  | 3:3 дч  | Аустрія (Відень) |

Перегравання
| Команда 1        | Рахунок | Команда 2      |
| ---------------- | ------- | -------------- |
| 24 червня 1964   |         |                |
| Аустрія (Відень) | 2:1     | Рапід (Відень) |

## Фінал
| 1 липня 1964 |

| Адміра (Відень) | 1:0      | Аустрія (Відень) |
| --------------- | -------- | ---------------- |
| Штамм 28'       | Протокол |                  |

| Пратерштадіон, Відень Глядачів: 4 000 Арбітр: Карл Кайнер |